# De snoezige Snowijt
De snoezige Snowijt is het eenennegentigste stripverhaal uit de reeks van Suske en Wiske. 
Het verhaal is korter dan de gebruikelijke 58 pagina's en niet zoals gewoonlijk voorgepubliceerd in Belgische en Nederlandse kranten. Het is in de reguliere hoofdreeks nooit als op zichzelf staand album uitgekomen. Het werd in eerste instantie geschreven voor het Winterboek van 1973, waarin het verscheen samen met De mini-musketier, een kort verhaal uit de Jerom-reeks. Het verscheen in 1982 alsnog in de Vierkleurenreeks, als dubbelalbum samen met Het vliegende hart. Dit album kreeg nummer 188.

## Locaties
- België, Kerstebeek[1], stal, bouwval, het Nevelland

## Personages
- Suske, Wiske met Schanulleke, tante Sidonia, Lambik, Jerom, professor Barabas, Snowijt, Spanjaarden, sneeuwpop, Sire Flip (vogeltje), Sneeuw, Hagel, Wind

## Uitvindingen
- de teletijdmachine

## Het verhaal
Suske en Wiske hebben een sneeuwpop van Lambik gemaakt en Lambik neemt deze sneeuwpop mee, maar mag niet in een taxi en krijgt problemen met een politieagent. De sneeuwpop smelt en Lambik gaat naar professor Barabas. De professor vertelt dat hij met de teletijdmachine onderzoek doet naar sneeuwmannen: in de zestiende eeuw werden in het Brabantse dorp Kerstebeek sneeuwmannen gemaakt ter ere van Hiverna, de Sneeuwkoningin. De legende vertelt dat Hiverna het dorp tegen de Spaanse bezetter beschermde. Lambik flitst dan per ongeluk een sneeuwbaby vanuit die tijd naar het heden. Professor Barabas leest dat het de dochter van de sneeuwkoningin is: Snowijt is haar naam. Professor Barabas begint aan het herstel van de teletijdmachine en Lambik kruipt met de baby in de ijskast. De baby wordt teruggeflitst, maar Schanulleke is per ongeluk ook naar het verleden geflitst en Suske en Wiske gaan ’s nachts stiekem naar het laboratorium en flitsen zichzelf achter Schanulleke aan.
De kinderen zien een schaatsende sneeuwpop die vertelt dat het sprookjesnacht is, de langste winternacht. De sneeuwpop smelt en vertelt nog dat Snowijt slaapt bij de brug en haar moeder wanhopig is: ze moet naar het Nevelland worden gebracht want zonder haar baby kan Hiverna het dorp niet beschermen. De kinderen redden Flip, het winterkoninkje, door het verjagen van een Spanjaard. Flip vertelt over sprookjesdag (de kortste winterdag), vermeldt dat hij Schanulleke bij de koningin heeft gebracht en neemt de vrienden mee. De vrienden reizen met een ezel en overnachten in een stal. De Spanjaarden, op jacht naar Snowijt, komen bij de stal maar Suske heeft veel sneeuwpoppen gemaakt om hen in verwarring te brengen. Sire Flip vliegt de lucht in en zijn kroontje schijnt als een ster in de maneschijn.
Drie helpers van de koningin, Sneeuw, Hagel en Wind, zien de schittering en gaan naar de stal. Ze kunnen niet helpen en sturen de kinderen op hun pad. De ezel ontsnapt en Lambik en Jerom worden ook naar het verleden gestuurd als de verdwijning van Suske en Wiske wordt opgemerkt. Ze houden de Spanjaarden op en Suske en Wiske gaan met Snowijt te voet verder. De Spanjaarden gaan via een holle weg ongemerkt op pad en Suske kan de mannen ophouden. Wiske gaat met Snowijt naar het Nevelland en nu de moeder met haar baby is herenigd stuurt ze Hagel, Sneeuw en Wind op de Spanjaarden af. De Spanjaarden moeten vluchten en de vrienden worden weer naar hun eigen tijd geflitst. Het vogeltje zegt nog dat de winters erg hard zijn en dat ze eten, drinken en nesthokjes moeten krijgen.

## Trivia
- Het verhaal speelt zich af in de langste nacht en op de kortste dag van het jaar, het winterpunt (rond) 21 december.
- Het verhaal appelleert aan het sprookje Sneeuwwitje (Snowijt is een verbastering van het Engelse Snow White) en mogelijk ook aan De sneeuwkoningin van Hans Christian Andersen.
- Het verhaal verwijst ook naar het kerstverhaal:
  - Jozef van Nazareth en Maria (moeder van Jezus) moeten naar hun eigen land om zich te laten registreren en overnachten in een stal waar Jezus geboren wordt. Suske en Wiske spelen de rollen van Josef en Maria, Snowijt lijkt baby Jezus te zijn in de kerststal.
  - Sire Flip (het vogeltje) lijkt de kerstster als de schittering van de maan zijn kroontje doet oplichten in de lucht.
  - De drie wijzen uit het Oosten komen naar door de kerstster naar de stal, in dit verhaal zijn dit Hagel, Sneeuw en Wind.
  - De Spanjaarden willen Snowijt doden, omdat zijn moeder dan geen macht meer heeft. Dit lijkt op de kindermoord van Bethlehem.
- Het verhaal gaat ook over de Spaanse bezetting en de Tachtigjarige Oorlog, net als bijvoorbeeld Het Spaanse spook.
- De winters lijken tegenwoordig niet meer zo streng als vroeger, langdurig dikke pakken sneeuw is zeldzaam geworden.